# Pez caminador

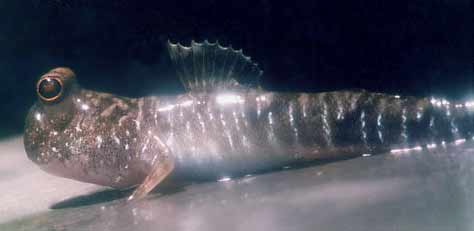
Un pez del fango, un tipo de pez caminador, desplazándose por la tierra.

El pez caminador, a veces denominado pez ambulatorio, es un término general que hace referencia a los peces que son capaces de desplazarse sobre tierra durante períodos prolongados de tiempo. El término puede también ser utilizado para otros tipos de locomoción de peces no tradicionales, por ejemplo al describir a peces que "caminan" por el suelo marino. El pez andante vive en Australia.

## Tipos de peces caminadores
Por lo común este término es aplicado a peces anfibios. Capaces de pasar largos períodos fuera del agua, estos peces pueden recurrir a diversas formas de locomoción, incluido saltar, ondulación lateral tipo víbora, y caminar tipo trípode. Los peces del fango son probablemente los peces mejor adaptados a la tierra de entre los peces contemporáneos y son capaces de pasar varios días desplazándose fuera del agua pudiendo trepar a los manglares, si bien a alturas relativamente reducidas. El anabantidae es a menudo denominado "pez caminador", aunque en realidad no "camina", pero se desplaza en una forma extraña al apoyarse en los bordes extendidos de sus placas branquiales y empujarse con sus aletas y cola. Algunos informes indican que puede trepar a los árboles.